# Hinghwa romanisé
Le hinghwa romanisé, aussi appelé hing-hua̍ báⁿ-uā-ci̍ (興化平話字) ou báⁿ-uā-ci̍ (平話字), est un système de transcription du dialect putian du puxian créé par William Nesbitt Brewster, missionnaire méthodiste étatsunien à Hinghwa (Putian actuel) en 1890.
| a | a̤ | b | c | ch | d | e | e̤ | g | h | i | k | l | m | n | ng | o | o̤ | p | s | t | u | ṳ |

## Sources
- « William Nesbitt Brewster | A People’s History of the School of Theology », sur www.bu.edu (consulté le 3 juillet 2021)
- [Dai Ligang 2007] (zh) 戴黎刚, « 莆田话《新约全书附诗篇》（1902）所见音系 », 中国语文, vol. 316, nos 3-4,‎ 2007
- [Gao Debian 20??] (zh) 高德矞, 兴化话与罗马字, coll. « 莆田文史资料 » (no 11),‎ 20??
- [Liu Fuzhu 2002] (zh) 刘福铸, « 兴化话罗马字研究 », 莆田学院学报, 莆田, vol. 9, no 4,‎ décembre 2002